# Стівен Удвар-Хазі
Стівен Ференц Удвар-Хазі (народився в 1946 році), також відомий як Іштван або Стів Хазі, американський бізнесмен-мільярдер і виконавчий голова Air Lease Corporation. Він є колишнім головою та генеральним директором Міжнародної лізингової фінансової корпорації (ILFC), одного з двох найбільших лізингодавців повітряних суден у світі (іншим є GE Capital Aviation Services).У списку світових мільярдерів журналу Forbes за 2021 рік його статок оцінюється в 18,5 мільярда доларів США.

## Раннє життя
Сім'я Удвар-Хазі переїхала в США в 1958 році, рятуючись від радянської окупації Угорщини. Хазі навчався в середній школі Університету у Лос-Анджелесі і Каліфорнійському університеті в Лос-Анджелесі.

## Кар'єр
Удвар-Хазі було близько 20 років під час пізньої частини переходу від гвинтових літаків до реактивних літаків в середині-кінці 1960-х років, і він зрозумів, що більш високі капіталовкладення, необхідні для покупки реактивних літаків, створили можливість для лізингового бізнесу. Він заснував ILFC разом з угорським колегою Леслі Гондою і його сином Луїсом Гондою у 1973 році, здавши в оренду один старий Douglas DC-8 компанії Aeroméxico. Він покинув ILFC у лютому 2010 року і заснував Air Lease Corporation.
У 2016 році прем'єр-міністр Угорщини Віктор Орбан вручив Удвару-Хазі Великий хрест угорського ордена " За заслуги" за досягнення в авіаційній галузі.

## Благодійність
Удвар-Хазі надав грант у розмірі 66 мільйонів доларів США Смітсонівському інституту, який дозволив Національному музею авіації та космонавтики США побудувати прибудову Центру Стівена Ф. Удвара-Хазі в Міжнародному аеропорту Вашингтона імені Даллеса. У додатку станом на 2006 рік розміщено понад 120 літаків і 140 експонатів, присвячених дослідженню космосу, а також космічний шаттл « Діскавері». Плани передбачають в кінцевому підсумку установку більше 300 літаків.
Сім'я Удвар-Хазі внесла кошти на будівництво бібліотеки та навчального центру Христини і Стівена Ф. Удвар-Хазі в кампусі Прескоттського авіаційного університету Ембрі-Ріддл.Бізнес-будівля Університету штату Діксі в Сент-Джорджі, штат Юта, названо на честь його батьків.

## Особисте життя
Він одружений, має чотирьох дітей і живе в Беверлі-Хіллз, Каліфорнія.